# Rossie (Nowy Jork)
Rossie – miasto w Stanach Zjednoczonych, w stanie Nowy Jork, w hrabstwie St. Lawrence.